# José María Álvarez de Sotomayor
José María Martínez Álvarez de Sotomayor (Cuevas del Almanzora, Almería, 28 de septiembre de 1880 - Cuevas de Almanzora, 25 de diciembre de 1947) fue un escritor español.

## Biografía
Era el segundo de los tres hijos que nacen del matrimonio entre Pedro Martínez Soler y Teresa Álvarez de Sotomayor Flores. Es bautizado el 2 de octubre en la iglesia parroquia de Nuestra Señora de la Encarnación. Pertenecía a una familia, la materna, con larga tradición, tanto en el terreno militar como en el artístico.
Los primeros años de la vida del poeta quedan reflejados en sus Memorias publicadas en 2019, y cuyo manuscrito original forma parte de los fondos del “Museo Álvarez de Sotomayor” inaugurado el 15 de diciembre de 2007 en Cuevas del Almanzora. 
Los recuerdos de su infancia quedan reflejados en el poema «Inocencia».
«De allá mi infancia remota
lo que a mi recuerdo llega
con más profunda emoción
de dulzura y de pureza
es el tiempo en que mi nombre
lo ignoraba mi inocencia».
El poeta decía de su infancia: “Pues verá: cuando yo era aún pequeñito, me entretenía en escribir a mis compañeros de colegio en verso. La facilidad con que entonces lo desarrollaba me inclinó a lo que después habla de ser mi distracción favorita, y que luego, andando el tiempo, se habría de convertir en una pasión insuperable. Todavía conservo, como prueba de mis primeros trabajos, unas cuantas cartas que por mis antiguos compañeros me han sido entregadas, para así mejor rememorar mis primeros pasos por la literatura.”.
Se sabe que estudió en el colegio de enseñanza privada «Nuestra Señora del Carmen» donde el 27 de septiembre de 1890 realiza el examen de la primera enseñanza, obteniendo la calificación de «sobresaliente» Este mismo año 1890 inicia los estudios de Bachillerato, examinándose en el Instituto de Segunda Enseñanza de Almería. Durante los cinco años en los que se dedica a estos menesteres (1890-1895), logra unas calificaciones más que notables. El 29 de junio de 1895 realiza los ejercicios para obtener el grado de bachiller. 
A pesar de sus éxitos en los estudios, Sotomayor no los prosigue en la universidad, sino que se decide por la carrera militar, siguiendo la antigua línea castrense de la familia. Según recoge el poeta en sus Memorias, en los primeros días de noviembre de 1895 llegó a Toledo -acompañado de su tía María Álvarez de Sotomayor- donde ingresó en la academia privada de García Miranda, dispuesto a preparar el acceso a la Academia de Infantería. Tras permanecer unos dos meses en la academia preparatoria, en febrero de 1896 regresó a Cuevas del Almanzora: “un día colgué mis arreos militares, por cuyos caminos no me llamaba la providencia”, señala en sus Memorias. 
De su estancia en Madrid solo se sabe que llevó una vida bohemia, formando, junto a unos amigos, una estudiantina que recorría los cafés. Se mantiene de lo que logra recaudar de estas actuaciones y del dinero que, desde Cuevas del Almanzora, le manda su madre. Precisamente, es a su madre a quien le dedica el poema: 
«Un año hace que el viento llevóse al infinito
tu hálito postrero, mi única ilusión»
Refiriéndose, claro es, a la muerte de la madre. Teresa muere en 1907. Es forzoso pensar que este poema sea de 1908. 
El 1 de enero de 1905 contrae matrimonio en Cuevas del Almanzora con Isabel Márquez Gómez, la «fuente de los cantares» del poeta, a quien dedicará el libro que lleva su nombre. Viven primero en la plaza de la Constitución, número 15, donde nace el único hijo, Pedro José. En 1912 se trasladan a la calle de la Rambla, a una casa propiedad de los padres de Isabel. En primavera y otoño, Sotomayor se recluye en su cortijo de Calguerín, hoy, por desgracia, prácticamente destruido y de claras reminiscencias moriscas. Allí escribía y recibía a los amigos con los que charlaba hasta la madrugada. Don Pepe Soto, como le llamaban en Cuevas del Almanzora, era visto en el pueblo como una persona extravagante, rara, que vivía fuera de la norma social de la época y de las costumbres «provincianas». Sin embargo, tenía un aspecto bonachón, era hablador y aficionado a las tertulias, de las que, sobre todo en el Casino del pueblo, era centro y principal animador. .
En su primera época, solía llevar un “fez” (Tarbush) con la media luna, levita, fajín morado y calzado con pantuflas, como puede verse en alguna fotografía (18). Esto enlaza con su gusto por lo árabe, característico de su primera etapa poética. En 1913 ya ha publicado Mi Terrera, su primer libro, con el seudónimo de Abén Ozmín el-Jaráx. En el prólogo a esta obra, declara: 
«Yo soy el Kalifa, el Sultán de este reino, morada de mis quimeras, donde obedecen a mi mandato legiones de huríes y fantasmas y del cual son las huertas de Calguerín jirones desprendidos de él para embellecer con sus aromas, su alegría y su luz, lugar tan olvidado de las gentes».
Como tal Kalifa, «se propone organizar la hacienda pública creando el impuesto de cédulas personales, moneda, billetes de banco, sello de correo, títulos, condecoraciones, así como la publicación del «Boletín Oficial de mi Imperio». Aunque no aparece en ninguna fuente documental fiable, se ha transmitido la leyenda de que llegó hasta tal punto su afición por esta cultura islámica que, siendo accidentalmente secretario del Juzgado Municipal, no cobraba nada a las personas que inscribían a sus hijos con un nombre árabe.
En estos años, en Europa se está desarrollando la Primera Guerra Mundial. Ante este conflicto, Sotomayor sostiene una postura ambigua, mientras el país se divide entre aliadófilos y germanófilos. Por un lado, como Kalifa, declara «la neutralidad armada»; por otro, como poeta, compone versos como el soneto, titulado «Del Combate».
En 1921, durante el mes de marzo viaja a Madrid, como era ya su costumbre dos veces al año (primavera y otoño) para encontrarse con escritores y periodistas de la capital del reino, y aprovecha este viaje (como haría también en otras ocasiones) para publicar su primer libro de poesías dialectales, Rudezas, que fue su primer éxito literario de carácter nacional.
Políticamente, don Pepe Soto, durante la época de la dictadura de Primo de Rivera, fue miembro de la Junta de Defensa de Cuevas del Almanzora. A partir de 1931, defendió la causa republicana, componiendo, con motivo del tercer aniversario de la proclamación de la República, un apasionado poema. 
En noviembre de 1932 se da el nombre de "Poeta Sotomayor" al Grupo de Escuelas Graduadas de Niñas. Realiza varios recitales, muchos de ellos "de circunstancia", en Cuevas y ciudades limítrofes. Esto da una idea de la actividad intensa de recitales que desplegó el poeta en esta década.
En 1934 se inscribe como militante del Partido Radical. El 8 de septiembre es declarado hijo adoptivo de Adra, después de su recital de poesías de Rudezas y Alma campesina en la Fiesta de la Poesía.
En febrero de 1936 se celebran elecciones y el poeta colabora con la C.E.D.A. a pesar de su anterior creencia radical. El 9 de abril muere el poeta Francisco Villaespesa, a quien Sotomayor admiraba sin reservas. A Villaespesa dedica varias poesías durante su vida y con él participa en actos y homenajes. El poeta, más famoso y experimentado, le aconsejó varias veces salir de Cuevas y lanzarse al mundo. Nunca lo hizo. Lo cierto es que la muerte de Villaespesa conmocionó a nuestro poeta tanto que le escribió un personalísimo poema que publicaría más tarde en su libro Isabel. 
El 20 de diciembre de 1938 muere Isabel de cirrosis hepática. El poeta hace dos promesas: dedicarle un libro de poemas y regalar una campana a Cuevas con el nombre de Isabel en relieve y una inscripción. Cumple una y otra. 
El día 1 de abril de 1939 termina la Guerra Civil. Durante este año sufre persecución en Cuevas a causa de su poema al Batallón Floral por parte de jóvenes falangistas que arrojan su retrato desde el balcón del Ayuntamiento y simulan su ahorcamiento en la plaza, delante del Ayuntamiento. Al mismo tiempo, su hermano Alberto es condenado a muerte. El poeta y su hermana Ana Manuela consiguen que se conmute la pena capital por la de 30 años de cárcel. 
El 10 de abril de 1940, el poeta se casa en segundas nupcias con María Josefa Mula Sangermán. En 1944 publica Los caballeros del campo e Isabel en Madrid, y en 1946, Místicas. En 1947 publica, también en Madrid, su Romancero del Almanzora, que es recibido elogiosamente por la crítica local y alguna nacional. Gran parte de su obra fue dedicada a su "patria chica" Almería. Sin duda, es uno de los personajes más influyentes dentro del regionalismo almeriense.
Sotomayor muere ese mismo año en su pueblo natal de un cáncer de vejiga, a los 67 años.
Es mi deseo que se me entierre 
en horas de madrugada para que no vayan
tras de mi cadáver los que me zahirieron
y mortificaron sin un halago en la vida,
por el solo delito de haber sido el poeta
que más ha cantado la tierra de su cuna.

## Obras
- Obras Completas Almería: Librería Mary Reyes, 1973. Segunda edición, Homenaje del Cincuentenario, dirigida por Pedro Perales Larios, 1997.
- La seca. Drama rural en un prólogo y tres actos en verso, Cartagena/Madrid: Levantina de Artes Gráficas, 1923 y Madrid: Los Contemporáneos, noviembre de 1923.
- Isabel. Poesías  Madrid, 1944.
- Campanario, Almería: Imprenta  “Renovación”, 1935.

Por eso, en tono bravío

con rudeza de breñales
y sopores de eriales
que añoran aguas de un río,
lanzo notas al vacío
de salvaje melodía
con sabor a serranía.
¡Que más que fértiles tierras,
abundan agrestes sierras

en los campos de Almería!

de su Canto a Almería.